# داني ويستوود
داني ويستوود (بالإنجليزية: Danny Westwood)‏ (25 يوليو 1953 في المملكة المتحدة - ) هو لاعب كرة قدم بريطاني في مركز الهجوم. لعب مع كوينز بارك رينجرز ونادي بارنت ونادي غيلينغهام وبيليريكاي تاون ونادي أفيلي وكانتربري سيتي ‏ وغرايز أتلاتيك ‏.